# Marko Horvat Stančić
Marko Horvat Stančić (Gradec, oko 1520. – Siget, kolovoz 1561.), bio je hrvatski vojskovođa.

## Životopis
Marko Horvat Stančić rodio se je u Gradcu oko 1520. godine. Nikola IV. Zrinski predložio je caru i kralju Ferdinandu I. Habsburškom, a on je prihvatio imenovati Stančića kapetanom Sigeta. Siget je tad bio ključni grad i utvrde u protuosmanskom obrambenom sustavu nakon poraza u bitci na Mohačkom polju 1526. godine. Stančić je kapetansku dužnost obnašao od 1556. do 1561. godine. Obranio je Siget koji su Osmanlije podsjele 12. lipnja 1556. godine nadmoćnom vojskom pod zapovjedništvom budimskog Ali-paše. Obrani grada pomogla je izvrsna diverzija Nikole IV. Zrinskog i ugarskog palatina Tome Nádasdyja napadom 19. srpnja na Bobovišće (madž. Babócsa; Baboča). Zbog toga je skrenut dio siline udara na Bobovišće koje su Osmanlije osvojile godinu prije te je manji dio snaga nastavio opsjedati grad. Stančić je to iskoristio. Razdoblje slabijeg pritiska iskoristio je za obnovu gradskih zidina. U međuvremenu je Ali-paša potučen kod Rinje i kad se je vratio s glavninom vojske pod Siget, Stančić je konjaništvom sve češće izlazio iz grada u protuudare i nanosio osmanskim napadačima gubitke koji su na kraju 30. srpnja odustali. Uskoro je Stančić objavio izvješće Povijest opsade i napada na utvrdu Siget u Ugarskoj. Car i kralj Ferdinand I. ga je 1559. godine nagradio naslovom baruna kraljevstva i dodijelio mu posjede u ugarskim županijama Bihar, Szepes i Baranji, te u Hrvatskoj u slavonskoj županiji Križevcima.
Umro je prirodnom smrću u Sigetu, u kolovozu 1561. godine.

## Spomen
- Njegov kip, djelo kipara Géze Nagyja, otkriven je 5. rujna 1971. godine na trgu Marka Horvata, nedaleko od središta Sigeta.[3]

## Vanjske poveznice
- Ratni dnevnik uspješne obrane Sigeta iz 1556. godine (Lat. Historia Obsidionis Et Oppugnationis Arcis Zigeth In Ungaria. Wittenberg, 1557.), vojnakrajina.ffzg.unizg.hr